# The Horsemen
(Tagline del film)
The Horsemen (Horsemen) è un film del 2009 diretto da Jonas Åkerlund ed interpretato da Dennis Quaid.
Il film è stato distribuito nelle sale italiane a partire dal 6 febbraio 2009.

## Trama
Il detective Aidan Breslin si sta occupando delle indagini su un pericoloso e misterioso serial killer che sta terrorizzando New York. Poiché il killer firma i luoghi dei propri omicidi con la scritta come and see, citazione dell'Apocalisse 6, 1.3.5.7, Breslin arriva alla deduzione che costui, per uccidere, si ispiri alla leggenda dei 4 Cavalieri dell'Apocalisse. Con l'intento di anticipare le mosse dell'assassino, il detective troverà un legame tra le vittime che con suo estremo stupore coinvolgeranno proprio lui.